# Ле-Ге-де-ла-Шен
Ле-Ге-де-ла-Шен, Ле-Ґе-де-ла-Шен (фр. Le Gué-de-la-Chaîne) — колишній муніципалітет у Франції, у регіоні Нормандія, департамент Орн. Населення — 763 осіб (2011).
Муніципалітет був розташований на відстані близько 145 км на захід від Парижа, 115 км на південний схід від Кана, 33 км на схід від Алансона.

## Історія
До 2015 року муніципалітет перебував у складі регіону Нижня Нормандія. Від 1 січня 2016 року належав до нового об'єднаного регіону Нормандія.
1 січня 2017 року Ле-Ге-де-ла-Шен, Еперре, Ориньї-ле-Бютен, Ла-Перр'єр, Сент-Уан-де-ла-Кур i Сериньї було об'єднано в новий муніципалітет Бельфорет-ан-Перш.

## Демографія
Динаміка населення (EHESS ):
Розподіл населення за віком та статтю (2006):
| Стать | Всього | До 15 років | 15-24 | 25-44 | 45-64 | 65-85 | Понад 85 |
| --- | ------ | ----------- | ----- | ----- | ----- | ----- | -------- |
| Чоловіки | 376    | 59          | 71    | 64    | 107   | 67    | 8        |
| Жінки | 367    | 56          | 36    | 98    | 95    | 78    | 4        |
| \| Статево-вікова піраміда \| Статево-вікова піраміда \| Статево-вікова піраміда \| \| ----------------------- \| ----------------------- \| ----------------------- \| \| Чоловіки \| Вік \| Жінки \| \| 8 \| 85 + \| 4 \| \| 4 \| 80-84 \| 8 \| \| 12 \| 75-79 \| 27 \| \| 20 \| 70-74 \| 16 \| \| 31 \| 65-69 \| 27 \| \| 20 \| 60-64 \| 20 \| \| 20 \| 55-59 \| 24 \| \| 24 \| 50-54 \| 31 \| \| 43 \| 45-49 \| 20 \| \| 24 \| 40-44 \| 31 \| \| 16 \| 35-39 \| 35 \| \| 16 \| 30-34 \| 16 \| \| 8 \| 25-29 \| 16 \| \| 20 \| 20-24 \| 20 \| \| 51 \| 15-20 \| 16 \| \| 16 \| 10-14 \| 24 \| \| 31 \| 5-9 \| 16 \| \| 12 \| 0-4 \| 16 \| |        |             |       |       |       |       |          |
| Статево-вікова піраміда |        |             |       |       |       |       |          |
| Чоловіки | Вік    | Жінки       |       |       |       |       |          |
| 8 | 85 +   | 4           |       |       |       |       |          |
| 4 | 80-84  | 8           |       |       |       |       |          |
| 12 | 75-79  | 27          |       |       |       |       |          |
| 20 | 70-74  | 16          |       |       |       |       |          |
| 31 | 65-69  | 27          |       |       |       |       |          |
| 20 | 60-64  | 20          |       |       |       |       |          |
| 20 | 55-59  | 24          |       |       |       |       |          |
| 24 | 50-54  | 31          |       |       |       |       |          |
| 43 | 45-49  | 20          |       |       |       |       |          |
| 24 | 40-44  | 31          |       |       |       |       |          |
| 16 | 35-39  | 35          |       |       |       |       |          |
| 16 | 30-34  | 16          |       |       |       |       |          |
| 8 | 25-29  | 16          |       |       |       |       |          |
| 20 | 20-24  | 20          |       |       |       |       |          |
| 51 | 15-20  | 16          |       |       |       |       |          |
| 16 | 10-14  | 24          |       |       |       |       |          |
| 31 | 5-9    | 16          |       |       |       |       |          |
| 12 | 0-4    | 16          |       |       |       |       |          |

## Економіка
2010 року серед 466 осіб працездатного віку (15—64 років) 339 були активними, 127 — неактивними (показник активності 72,7%, у 1999 році було 68,1%). З 339 активних мешканців працювало 309 осіб (173 чоловіки та 136 жінок), безробітними було 30 (8 чоловіків та 22 жінки). Серед 127 неактивних 32 особи були учнями чи студентами, 58 — пенсіонерами, 37 були неактивними з інших причин.

У 2010 році в муніципалітеті числилось 323 оподатковані домогосподарства, у яких проживали 790,0 особи, медіана доходів виносила 16 417 євро на одного особоспоживача